# Litewska Partia Chłopska
Litewska Partia Chłopska (lit. Lietuvos valstiečių partija, LVP) – litewska partia polityczna, reprezentująca nurt agrarny, działająca w latach 1990–2001, formalnie wyrejestrowana w 2005.

## Historia
Ugrupowanie zostało zarejestrowane w 1990 jako Litewski Związek Chłopski (lit. Lietuvos valstiečių sąjunga), którego przewodniczącym został profesor Petras Bėčius. W wyborach do Sejmu w 1992 przedstawiciele ruchu startowali z list Litewskiego Związku Liberałów, nie uzyskując jakichkolwiek mandatów.
W 1994 dokonano przerejestrowania ugrupowania, tworząc na bazie LVS Litewską Partię Chłopską, na której czele stanął postkomunista Albinas Vaižmužis, wybrany do parlamentu jako kandydat niezależny. W 1996 LVP otrzymała 1,66% głosów, nie przekraczając progu wyborczego i wprowadzając tylko swojego lidera z okręgu jednomandatowego. W 1998 przewodniczącym partii został Ramūnas Karbauskis.
Cztery lata później partia ponownie nie osiągnęła wymaganych 5% (wynikiem 4,08%), wygrała jednocześnie w czterech okręgach większościowych. W tym samym roku LVP podwoiła swój stan posiadania w samorządach, wprowadzając ponad 200 radnych. Po wyborach parlamentarnych posłowie chłopscy przystąpili do koalicji rządowej skupionej wokół Rolandasa Paksasa.
W 2001 stronnictwo nawiązało bliską współpracę z Partią Nowej Demokracji byłej premier Kazimiery Prunskienė, co skutkowało utworzeniem wspólnej frakcji w Sejmie kadencji 2000–2004. Wkrótce oba ugrupowania zawiązały federację pod nazwą Związek Partii Chłopskiej i Nowej Demokracji, przekształconą w 2005 w jednolitą partię – Litewski Ludowy Związek Chłopski.

## Przewodniczący
- 1990–1994: Petras Bėčius
- 1994–1998: Albinas Vaižmužis
- 1998–2001: Ramūnas Karbauskis